# Мазина, Адам
А́дам Мази́на (итал. Adam Masina; родился 2 января 1994) — марокканский и итальянский футболист, защитник клуба «Торино» и сборной Марокко.

## Клубная карьера
Мазина родился в Хурибге, Марокко, однако в детстве переехал с родителями в Италию. Тренировался в юношеской академии футбольного клуба «Болонья». Выступал за «Джакоменсе» на правах аренды. 12 октября 2014 года дебютировал в основном составе «Болоньи». В сезоне 2014/15 помог «Болонье» выиграть плей-офф Серии B и обеспечить выход в Серию A. 24 октября 2015 года забил свой первый гол в высшем дивизионе итальянского чемпионата, обеспечив своей команде победу в добавленное время в игре против «Карпи». Всего в сезоне 2015/16 провёл за «Болонью» 33 матча и забил 2 мяча. В следующем сезоне провёл за клуб 34 матча и забил 1 мяч. В сезоне 2017/18 провёл за команду 35 матчей, голов не забил.
2 июля 2018 года Мазина перешёл в английский клуб «Уотфорд» за 3,5 млн фунтов. Адам подписал с клубом пятилетний контракт. 15 сентября 2018 года дебютировал в Премьер-лиге, выйдя на замену Хосе Холебасу в концовке матча против «Манчестер Юнайтед».

## Карьера в сборной
В ноябре 2015 года Луиджи Ди Бьяджо вызвал Масину на матч сборной Италии до 21 года. Адам дебютировал за неё 17 ноября 2015 года в матче отборочного турнира к чемпионату Европы 2017 года против сборной Литвы.
26 марта 2021 года дебютировал в составе сборной Марокко.

## Достижения

### Личные достижения
- Игрок года итальянской Серии B: 2015[7]